# Extinção do Cambriano-Ordoviciano
A extinção do Cambriano-Ordoviciano foi uma extinção em massa ocorrida há aproximadamente 488 milhões de anos. Foi, em termos, o primeiro evento de extinção em larga escala ocorrido no planeta. A grande maioria das espécies de braquiópodes, conodontes e equinodermos da época foram extintas e o número de espécies de trilobitas foi drasticamente reduzido, nautilóides também foram severamente afetados. A extinção do Cambriano-Ordoviciano marcou o fim do período Cambriano e iniciou o período Ordoviciano.

## Teorias
Existem duas teorias que tentam explicar as causas da extinção do Cambriano-Ordoviciano, uma defende que a Terra passou por um período de glaciação e a outra diz que houve drástica diminuição do nível de oxigênio nos oceanos.